# Thermal Design Power
TDP (ang. Thermal Design Power) to maksymalna ilość wydzielanego ciepła, którą trzeba odebrać z procesora (jednostki centralnej) komputera. Termin stosowany jest także do innych urządzeń elektrycznych i elektronicznych wytwarzających w trakcie pracy ciepło, np. zasilaczy.
Rozumienie terminu jest różne w przypadku wiodących producentów procesorów. W rozumieniu firmy Intel TDP to moc, którą procesor pobiera (i oddaje w postaci ciepła) przy obciążeniu realnymi aplikacjami. Teoretycznie, w szczególnych warunkach, procesor mógłby tę moc przekroczyć i przegrzać się. W praktyce procesory posiadają odpowiednie zabezpieczenia powodujące ograniczenie pobieranej mocy, gdy temperatura procesora zbliża się do granic bezpieczeństwa. Przy odpowiednim (niestandardowym) chłodzeniu jest możliwe uzyskanie większej mocy oraz osiągów procesora – patrz przetaktowywanie.
W rozumieniu firmy AMD TDP to teoretyczna (w rzeczywistości nieosiągalna) moc jaką procesor komputera mógłby pobierać (i oddawać w postaci ciepła). Wartość taką łatwo wyliczyć, jednak nie ma wiele wspólnego z rzeczywistością (i w dodatku źle wypada z marketingowego punktu widzenia). W związku z tym AMD również zaczął podawać moc procesora uzyskiwaną w realnych warunkach, nazywając ją ACP (ang. Average CPU Power, średnia moc procesora). Warunki pracy, przy których jest uzyskiwana wartość ACP przez AMD są najprawdopodobniej inne niż warunki pracy przy których uzyskiwana jest wartość TDP przez Intela, więc nadal są to wartości nieporównywalne.